# Empiromanzia
L'empiromanzia (dal greco (τὰ) ἔμπυρα, "sacrifici col fuoco") è un'antica forma di divinazione basata sull'osservazione del modo di ardere della fiamma sacrificale.
Secondo tale disciplina (dai Romani detta ignispicium) la rapida accensione, la chiarezza della luce e l'ascensione della fiamma erano ritenuti segni particolarmente propizi.
L'empiromanzia era una delle tecniche divinatorie praticate nell'antica Mesopotamia.